# XLink
'XLink o Lenguaje de
vínculos X es una recomendación del World Wide Web Consortium (W3C) que permite crear elementos de XML que describen relaciones cruzadas entre documentos, imágenes y archivos de Internet u otras redes. De esta forma, XLink permite:
- Crear una relación de vínculos entre varios documentos.
- Agregar a un vínculo información acerca del mismo (metadatos).
- Crear y describir vínculos a documentos en multitud de ubicaciones.

## Implementaciones
- Reporting Estándar S.L. dispone de un procesador XLink incorporado en su procesador XBRL.

- Datos: Q1063060